# Yinlong downsi
Yinlong downsi Xu et al., 2006 ("drago nascosto") era un dinosauro vissuto in Cina durante il Giurassico. È considerato il più antico rappresentante dei ceratopsi.

## Scoperta e specie
Lungo circa un metro e mezzo, questo antico progenitore del Triceratopo è conosciuto grazie ad un fossile subadulto, scoperto da un gruppo di paleontologi americani e cinesi. La sola specie finora conosciuta è Yinlong downsi. Questo dinosauro era probabilmente la preda di un antico progenitore del Tirannosauro: il Guanlong.

## Classificazione
Benché alcune ossa del cranio lo potrebbero identificare come un pachicefalosauro, è grazie al suo becco che i paleontologi riuscirono ad identificarlo come un membro dei ceratopsi. Ma aveva anche alcune caratteristiche in comune con gli eterodontosauri.